# Burton M. Field

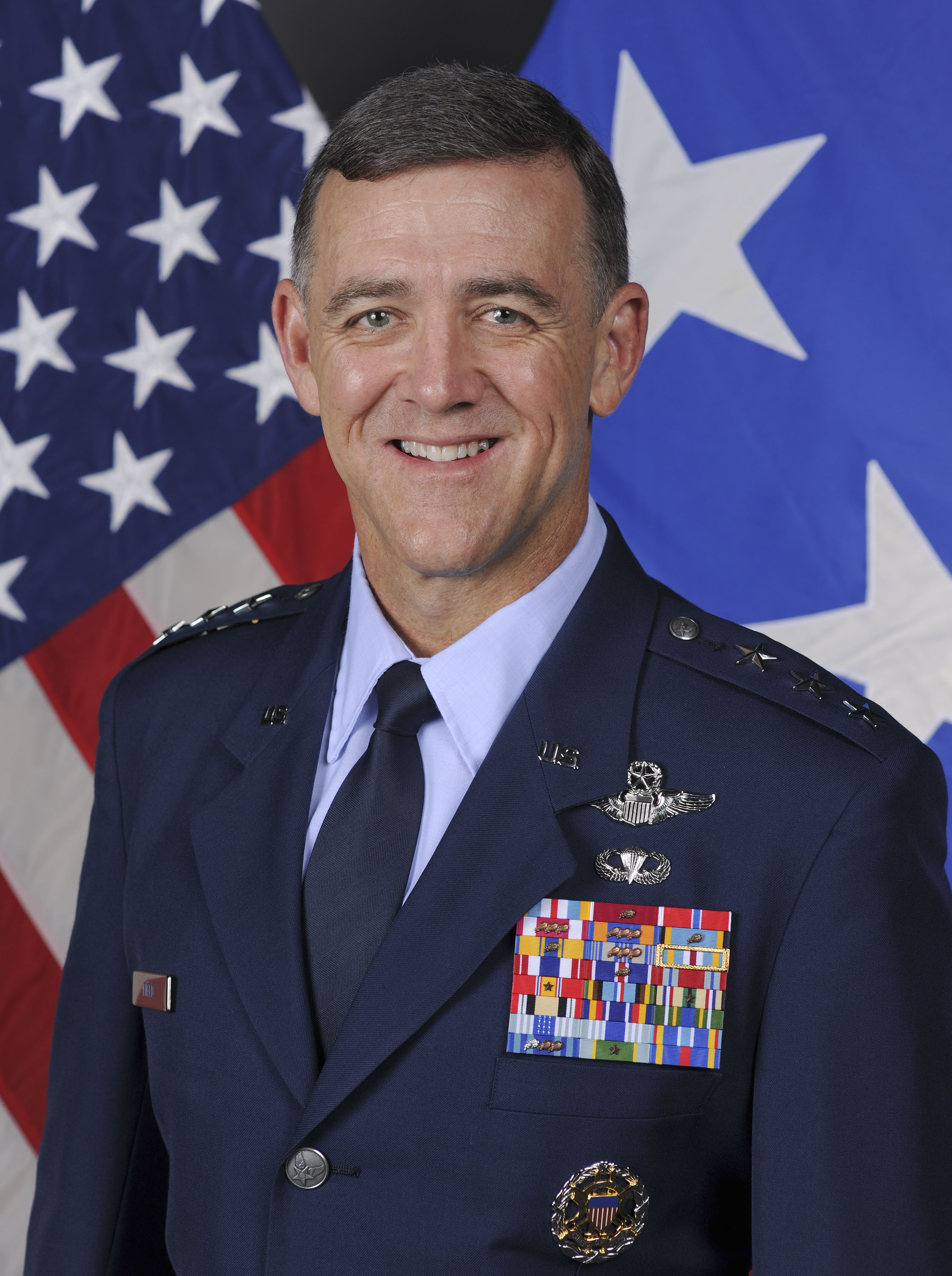
Burton M. Field (2010)

Burton M. Field (* um 1957) ist ein pensionierter Generalleutnant der United States Air Force. Er war unter anderem Kommandeur der United States Forces Japan und der 5. Luftflotte.
Im Jahr 1979 absolvierte er die United States Air Force Academy in Colorado Springs. Nach seiner Graduation wurde er als Leutnant in das Offizierskorps der Air Force aufgenommen. In der Folge durchlief er alle Offiziersgrade vom Leutnant bis zum Drei-Sterne-General.
Im Lauf seiner militärischen Karriere absolvierte er verschiedene Kurse und Schulungen. Dazu gehörten unter anderem eine Ausbildung zum Kampfpiloten und weitere Fortbildungskurse als Pilot neuer Flugzeugtypen; die Squadron Officer School über einen Fernkurs; der Air Force Fighter Weapons Instructor Course auf der Nellis Air Force Base in Nevada; das Command and General Staff College der United States Army in Fort Leavenworth, Kansas; das Air War College auf der Maxwell Air Force Base in Alabama; der Joint Force Air Component Commander Course; der Joint Flag Officer Warfighting Course (beide auf der Maxwell AFB); der Pinnacle Course an der National Defense University in Fort Lesley J. McNair, Washington, D.C. und der Leadership at the Peak Course in Colorado Springs. Außerdem erhielt er einen akademischen Grad von der Golden Gate University.
In seinen frühen Jahren als Offizier der Luftwaffe war er an verschiedenen Stützpunkten in den Vereinigten Staaten stationiert. Dabei war er als Pilot, Flugausbilder oder Stabsoffizier bei unterschiedlichen Einheiten tätig. Dazwischen absolvierte er die erwähnten Schulungen. Zwischen Januar und Dezember 1984 war er auf der Kunsan Air Base in Südkorea stationiert.
Zwischen Juni 1995 und Juli 1997 kommandierte Burton Field auf der Hill Air Force Base in Utah die 421st Fighter Squadron. Anschließend studierte er bis 1998 am Air War College. Von Juli 1998 bis Mai 2000 gehörte er auf der Ramstein Air Base dem Stab der United States Air Forces in Europe an. Danach leitete er bis zum April 2001 auf der Nellis Air Force Base in Nevada die Waffenschule der Air Force (Commandant, USAF Weapons School, Nellis AFB).
Daran schloss sich eine Rückkehr zur Kunsan Air Base in Südkorea an. Dort kommandierte Field zwischen Mai 2001 und Mai 2002 das 8. Kampfgeschwader (8th Fighter Wing). Danach war er bis Juni 2005 in verschiedenen Funktionen Stabsoffizier in der J5-Abteilung der Joint Chiefs of Staff in Washington, D.C. Im Juni 2005 übernahm er auf der Langley Air Force Base in Virginia das Kommando über das 1. Kampfgeschwader (1st Fighter Wing). Diese Position bekleidete er bis zum Mai 2007.
Es folgte eine Verlegung zur Joint Base Balad im Irak. Dort kommandierte Burton Field zwischen Juli 2007 und Juli 2008 das 332. Expeditionsgeschwader (332nd Air Expeditionary Wing). Anschließend gehörte er bis Februar 2009 erneut dem Stab der Joint Chiefs of Staff an. Danach war er bis Oktober 2010 einer der militärischen Berater der amerikanischen Vertretungen in Afghanistan und Pakistan (Senior Military Adviser to the U.S. Special Representative for Afghanistan/Pakistan).
Am 25. Oktober 2010 übernahm Burton Field auf der Yokota Air Base in Japan als Nachfolger von Edward A. Rice Jr. das Kommando über die amerikanischen Streitkräfte in Japan und die 5. Luftflotte. Diese Stellen hatte er bis zum 24. Juli 2012 inne, als Salvatore A. Angelella seine Nachfolge antrat. Field wurde danach zum Hauptquartier der Luftwaffe versetzt, wo er Ende Juli 2012 die Leitung der Stabsabteilung für Operationen übernahm. Diese Stelle behielt er bis zu seiner Pensionierung im Jahr 2015.
Während seiner aktiven Zeit als Militärpilot absolvierte er über 3400 Flugstunden auf verschiedenen Flugzeugtypen.
Nach seiner Pensionierung arbeitete er für einige Zeit für die Firma Lockheed Martin Aeronautics. Im April 2024 wurde er Präsident der Air & Space Forces Association.

## Daten der Beförderungen
| Abzeichen | Rang               | Jahr             |
| --------- | ------------------ | ---------------- |
|           | Second Lieutenant  | 30. Mai 1979     |
|           | First Lieutenant   | 30. Mai 1981     |
|           | Captain            | 30. Mai 1983     |
|           | Major              | 1. Mai 1990      |
|           | Lieutenant Colonel | 1. Februar 1995  |
|           | Colonel            | 1. März 2000     |
|           | Brigadier General  | 1. Juni 2005     |
|           | Major General      | 2. Juli 2008     |
|           | Lieutenant General | 25. Oktober 2010 |

## Orden und Auszeichnungen
Burton Field erhielt im Lauf seiner militärischen Laufbahn unter anderem folgende Auszeichnungen:
- Air Force Distinguished Service Medal
- Defense Superior Service Medal
- Legion of Merit
- Bronze Star Medal
- Meritorious Service Medal
- Air Medal
- Aerial Achievement Medal
- Air Force Commendation Medal
- Air Force Achievement Medal
- Joint Meritorious Unit Award
- Air Force Meritorious Unit Award
- Air Force Outstanding Unit Award
- Combat Readiness Medal
- National Defense Service Medal
- Armed Forces Expeditionary Medal
- Southwest Asia Service Medal
- Iraq Campaign Medal
- Global War on Terrorism Service Medal
- Korea Defense Service Medal
- Air Force Longevity Service Award

Außerdem wurden ihm noch einige Ordensbänder (Ribbons) verliehen. 